# Državna univerza v San Diegu
Državna univerza San Diego (izvirno angleško San Diego State University, kratica SDSU), ustanovljena leta 1897 pod imenom Normalka v San Diegu, je največja in najstarejša višješolska izobraževalna ustanova v Sandieškem okrožju in tretja najstarejša univerza v kalifornijskem Zveznem univerzitetnem sistemu. Njeno študentsko telo vključuje približno 31,303 študente, obiskovalo pa jo je okoli 260,000 študentov. Univerza v sodelovanju z univerzama Claremont Graduate University  in UCSD  podeljuje 180 različnih tipov diplom, 71 različnih magisterijev in 16 različnih doktoratov. V doktorski kategoriji ponuja največ med vsemi univerzami v kalifornijskem ZUS-u. 